# Abd al-Rahman ibn Muhammad ibn al-Ashaz
Abd al-Raḥmān ibn Muḥammad ibn al-Ashaz o Abderramán ibn Muhammad ibn al-Ashaz (en árabe: عبد الرحمن بن محمد بن الأشعث‎), conocido generalmente como Ibn al-Ashaz por su abuelo, era hijo del sobrino del primer califa ortodoxo Abu Bakr, Muhammad ibn al-Ashaz. Fue un destacado noble y general árabe de principios del Califato omeya, conocido principalmente por acaudillar una fallida rebelión contra el virrey omeya del este, Al-Hayyach ibn Yúsuf, en 700-703.
Vástago de una distinguida familia de la nobleza kindaíta, tuvo un papel menor en la Segunda Fitna (680-692) y luego desempeñó el cargo de gobernador de Rayy. Ibn Yusuf fue nombrado gobernador de Irak tras matar a Abd Allah ibn al-Zubayr, el nieto de Abu Bakr, y restableció la autoridad omeya en La Meca. Tras este nombramiento, que aconteció en el 694 y vino acompañado por el del gobierno de las provincias orientales del califato, las relaciones entre el altivo y despótico Ibn Yusuf y la nobleza iraquí se agriaron pronto. No obstante, en 699 o 700, Ibn Yusuf nombró a Ibn al-Ashaz jefe de un gran ejército, el llamado «Ejército del Pavo Real», que debía subyugar el problemático principado de Zabulistán, cuyo señor, el Zunbil, se oponía enérgicamente a la expansión árabe. Durante la campaña, la actitud tiránica de Ibn Yusuf hizo que Ibn al-Ashaz se rebelase al frente de sus tropas. Pactó con el Zunbil y emprendió el regreso a Irak; de camino, el motín se transformó en rebelión general contra los omeyas.
Al principio Ibn Yusuf se replegó dada la superioridad numérica de los sublevados, pero pronto los venció y expulsó de Basora. Pese a ello, los rebeldes se apoderaron de Kufa, a donde empezaron a confluir los desafectos. Los descontentos con los omeyas se unieron a la rebelión, entre los que destacaban los eruditos religiosos denominados qurrāʾ («lectores del Corán»). El califa Abd al-Málik intentó negociar con los alzados y se ofreció a destituir a Ibn Yusuf, pero los más radicales de los cabecillas rebeldes animaron a Ibn al-Ashaz a no pactar. En la subsiguiente batalla de Dayr al-Yamayim, Ibn Yusuf y sus tropas levantinas debelaron al ejército rebelde. El vencedor persiguió a los sublevados que sobrevivieron al choque que, dirigidos por Ibn al-Ashaz, huyeron al este. La mayoría cayó en manos del gobernador de Jorasán, y el propio Ibn al-Ashaz escapó a Zabulistán. Se desconoce su final: algunas fuentes indican que el Zunbil acabó por darle muerte por insistencia de Ibn Yusuf, mientras que otras, mayoritarias, afirman que se suicidó para evitar ser entregado a sus enemigos.
El aplastamiento de la rebelión de Ibn al-Ashaz supuso el fin del poder de la nobleza tribal iraquí, que a partir de entonces quedó sometida al estrecho control de las tropas levantinas, férreamente fieles a los omeyas. Otros levantamientos posteriores, acaudillados por Yazid Ibn al-Muhallab y Zayd ibn Alí también fracasaron; solo la rebelión abasí puso fin al dominio levantino en Irak.

## Biografía

### Orígenes y comienzos
Abderramán ibn Muhammad ibn al-Ashaz descendía de una familia noble de la tribu Kinda del Hadramaut. Su abuelo Madikarib, más conocido por su apodo de «al-Ashaz» («el despeinado»), era un cacique importante que se sometió a Mahoma, pero luego se rebeló durante las guerras Ridda. Vencido, fue perdonado y desposó a una hermana del califa Abu Bakr. Luego participó en las principales batallas de la primera etapa de expansión musulmana, las de Yarmuk y al-Qadisiyya, así como en la de Siffín, en la que tuvo un papel crucial al obligar a Alí a soslayar su ventaja militar y acceder al arbitraje; posteriormente presidió el barrio kindaíta de Kufa, ciudad en la que murió en el 661. Su padre, Muhammad, era mucho menos notable: sirvió sin distinción en calidad de gobernador de Tabaristán, y durante la Segunda Fitna apoyó a Ibn al-Zubair; pereció en el 686/7, en la campaña en la que al-Mujtar resultó derrocado. La fuentes favorables a los alíes lo vituperan, como a su padre por su actuación en Siffín, en su caso por su papel ambiguo en la batalla de Kerbala del 680: lo acusan de haber detenido a Muslim ibn Aqil y Hani ibn Urwa. La madre de Ibn al-Ashaz, Umm Amr, era hija de Saíd ibn Qays al-Hamdaní. Abderramán tenía cuatro hermanos: Ishaq, Qasim, Sabbah e Ismaíl; los tres primeros también combatieron en las campañas de Tabaristán.
Según al-Tabari, el joven Ibn al-Ashaz acompañó a su padre y participó en sus actividades políticas: en el 680 indicó a las autoridades el escondite de Muslim ibn Aqil, combatió en la campaña contra al-Mujtar en la que su padre pereció, y según se afirma, ajustició (o convenció a Musab ibn al-Zubair para que lo hiciese) a los partidarios de al-Mujtar en venganza por la muerte de su progenitor. Ibn al-Ashaz desaparece de las fuentes durante los años siguientes, pero parece que cuando el califa omeya Abd al-Malik ibn Marwan venció y mató a Ibn al-Zubair en la batalla de Maskin en octubre del 691, se pasó al bando omeya. A comienzos del 692, participó en una campaña contra los jariyíes de Ahvaz. Luego recibió el gobierno de Rayy.

### Nombramiento de Ibn Yusuf como gobernador de Irak

La expansión del califato musulmán hasta el 750.
Estado musulmán a la muerte de Mahoma
Expansión durante el Califato ortodoxo
Expansión durante el Califato omeya
Imperio bizantino

Abd al-Malik nombró al leal y capaz Al-Hayyach ibn Yúsuf gobernador de Irak en 694, cargo crucial dada la hostilidad del territorio hacia los omeyas. En 697, amplió su autoridad a toda la zona oriental del califato, incluidos Jorasán y Sistán.
Ibn Yusuf dio el mando de seis mil jinetes a Ibn al-Ashaz en el 695 para que los emplease contra los rebeldes jariyíes de Shabib ibn Yazid al-Shaibani. Aunque el grupo rebelde no era numeroso, tenía un jefe hábil en tácticas y venció varias veces a las fuerzas omeyas. Al-Ashaz lo persiguió, acompañado por el general al-Yazl Uthman ibn Saíd, su consejero, pero adoptó una estrategia cauta para evitar las celadas. La precaución de al-Ashaz disgustó al gobernador de Madain, Uthman ibn Qatan, que escribió a Ibn Yusuf para quejarse de él. Ibn Yusuf confirió entonces el mando a Ibn Saíd, que acometió al enemigo, pero fue gravemente derrotado, perdió novecientos soldados; los supervivientes huyeron a refugiarse a Kufa. El propio Ibn Saíd pereció en la lid y Ibn al-Ashaz perdió su caballo, logró huir con la ayuda de un amigo y pudo ganar Kufa después de varias peripecias. Allí se escondió hasta que Ibn Yusuf le concedió el perdón.
A pesar de este revés, Ibn al-Ashaz y Ibn Yusuf mantuvieron al principio relaciones cordiales; el hijo de este desposó a una de las hermanas de aquel. Gradualmente, sin embargo, los dos se distanciaron. Las fuentes lo atribuyen a la soberbia de Ibn al-Ashaz, debida al orgullo de ser uno de los principales nobles tribales (ashrāf), y a sus pretensiones de mando: Al-Masudi indica que asumió el título de Nāṣir al-muʾminīn («Ayudante de los Fieles»), un desafío implícito a los omeyas a los que se acusaba así indirectamente de ser falsos creyentes. Además, proclamó ser el Qahtanita, un mesías de la tradición tribal de los árabes meridionales (los «yemeníes») que debía concederles la hegemonía. Las pretensiones de Ibn al-Ashaz disgustaron a Ibn Yusuf, cuyos comentarios hostiles —como «¡Mirad cómo anda! ¡Cómo me gustaría decapitarlo!»— llegaron a oídos de aquel e hicieron que la antipatía se tornase en odio. Según Laura Veccia Vaglieri, empero, estas afirmaciones son meros ejemplos de la tendencia de las fuentes árabes de explicar los acontecimientos históricos mediante sucesos personales y no una descripción fiel de la relación real entre los dos personajes, especialmente porque Ibn al-Ashaz sirvió fielmente a Ibn Yusuf en varios puestos, el más importante de los cuales fue la jefatura del «Ejército del Pavo real». No obstante, sí es cierto que Ibn Yusuf se granjeó pronto la animadversión de los iraquíes en general a causa de una serie de medidas que, según Hugh N. Kennedy, parecen haberlos impulsado a la rebelión, como la introducción de tropas levantinas —el pilar de la dinastía omeya— en Irak, el uso de tropas iraquíes en las arduas e ingratas campañas contra los jariyíes o la reducción de las soldadas iraquíes a un nivel menor del de las de los levantinos.

### La campaña de Sistán y la rebelión
En 698/9, el gobernador omeya de Sistán, Ubaidalá ibn Abi Bakra, sufrió una gran derrota a manos del señor semiindependiente del Zabulistán, llamado el Zunbil. Este atrajo a los árabes al interior de su territorio y los aisló; solo lograron escapar a costa de grandes pérdidas —especialmente copiosas entre los de Kufa— y con gran dificultad. Ibn Yusuf reaccionó despachando un ejército iraquí al este contra el Zunbil. Bien debido al esplendor de su equipo o a la actitud orgullosa y altiva de los soldados de Kufa y los nobles (ashrāf) que lo componían, según G. R. Hawting, este ejército recibió el sobrenombre de «Ejército del Pavo Real». Ibn Yusuf encomendó el mando a dos generales sucesivamente antes de entregárselo por fin a Ibn al-Ashaz. Según las fuentes, las malas relaciones que mantenían el gobernador y el jefe del ejército hicieron que el nombramiento sorprendiese a muchos; un tío de Ibn al-Ashaz llegó incluso a insinuar a Ibn Yusuf que su sobrino podría rebelarse, pero pese a ello este mantuvo el nombramiento. Al-Tabari sugiere que Ibn Yusuf confiaba en que el miedo que inspiraba evitase que Ibn al-Ashaz se desmandase. Los estudiosos modernos, por el contrario, creen exagerada la animadversión que las fuentes antiguas afirman que había entre los dos.
Se ignora si Ibn al-Ashaz acompañó desde el principio al ejército o si, primero fue a Kermán a castigar a un cacique de la zona que se había negado a colaborar con los gobernadores de Sistán y Sind.] En cualquier caso, tras asumir el mando del ejército, lo condujo a Sistán, donde las fuerzas regionales se unieron a él. Rechazó una oferta de paz que le hizo el Zunbil y —a diferencia del asalto directo que había llevado a cabo su predecesor en la guerra contra el señor de Zabulistán— emprendió el sometimiento sistemático de las llanuras que rodeaban el corazón montañoso del reino del Zunbl: se fue apoderando de pueblos y fortalezas lenta y metódicamente, dejando en ellos guarniciones que se comunicaban mediante mensajeros. Tras concluir esta tarea, se retiró a Bust para pasar el invierno del 699/700. Al-Ashaz informó a Ibn Yusuf del alto en las operaciones, a lo que este respondió con una serie de mensajes arrogantes y ofensivos en los que le ordenaba penetrar en el corazón de Zabulistán y combatir al enemigo hasta la muerte, según Veccia Vaglieri. Ibn al-Ashaz convocó a los jefes del ejército y les comunicó las órdenes de Ibn Yusuf y su decisión de desobedecerlas. Se presentó seguidamente ante la tropa y repitió las órdenes recibidas, exhortando a los soldados a que decidiesen lo que se debía hacer. Estos veían con malos ojos la posibilidad de tener que abordar una campaña que se presentaba ardua en tierras alejadas de Irak, por lo que se pronunciaron contra Ibn Yusuf y juraron lealtad a Ibn al-Ashaz. Los hermanos de este y el gobernador de Jorasán, Al-Muhallab ibn Abi Suffrah, por el contrario, se negaron a unirse a la rebelión. Ibn al-Ashaz se apresuró a concluir un pacto con el Zunbil por el cual, si resultaba victorioso en el conflicto inminente con Ibn Yusuf, lo recompensaría con largueza y si era derrotado, este lo ampararía. Habiendo así asegurado la retaguardia, dejó representantes en Bust y Zaranj, y emprendió el regreso a Irak al frente del ejército, al que se unieron los soldados oriundos de Kufa y Basora de las guarniciones por las que fue pasando. Para cuando llegó a Fars, estaba claro que no podría destituir a Ibn Yusuf sin derrocar al califa Abd al-Malik: la rebelión contra un gobernador se transformó así en levantamiento contra los omeyas y las tropas reiteraron su juramento de lealtad a Ibn al-Ashaz.

### Motivos de la rebelión
Los estudiosos modernos han analizado detenidamente las causas de la rebelión y presentado diversas teorías para justificarla. Alfred von Kremer descarta la enemistad personal y afirma que se debió a los intentos de los musulmanes no árabes (maulas) para obtener la igualdad de derechos con estos. Julius Wellhausen discrepa y ve en el levantamiento una reacción de los iraquíes en general y de la nobleza tribal (ashrāf) en particular contra el régimen levantino de los omeyas, que representaba el despótico y plebeyo Ibn Yusuf.
Otros expertos han visto en el alzamiento una manifestación de la intensa rivalidad tribal de la época entre árabes septentrionales y meridionales («yemeníes»). Por ello un poema contemporáneo de Asha Hamdan ensalza la rebelión no solo por motivos religiosos, sino también tribales; en él Ibn Yusuf es tachado de apóstata y «amigo del diablo», mientras que Ibn al-Ashaz es representado como campeón de las tribus yemeníes de Qahtani y Hamdani frente a las septentrionales de Maaddi y Thaqafi. Por otra parte, Hawting resalta que esto no basta para justificar la revuelta por meras motivaciones tribales: si el movimiento de Ibn al-Ashaz lo dirigían fundamentalmente yemeníes era porque predominaban en Kufa, y aunque Ibn Yusuf era norteño, su principal lugarteniente era sureño. El análisis de Wellhausen, por añadidura, soslayó la faceta religiosa del conflicto, especialmente la participación de los fanáticos denominados qurrāʾ («lectores del Corán»). Aunque, según Hawting, los argumentos religiosos de los dos bandos eran estereotipados, vagos y comunes a otros conflictos, sí parece haber habido un sustrato de disgusto religioso, que se plasmó en la acusación de que los omeyas desatendían la oración ritual. Parece que la rebelión estalló como un simple amotinamiento contra un gobernador tiránico que exigió demasiado a los soldados y que luego, al menos a partir del momento en que el ejército llegó a Fars, se añadió a esto un elemento religioso, representado por los qurrāʾ. Debido a la gran interacción entre religión y política en la primera sociedad musulmana, este elemento religioso pronto predominó; ese cambio se plasmó en el diferente juramento que hicieron las tropas al comienzo del levantamiento y el que llevaron a cabo luego en Istajr, en Fars. En el primero Ibn al-Ashaz había declarado que su intención era deponer a Ibn Yusuf, al que tildó de «enemigo de Dios»; en el segundo, exhortó a sus hombres a «[defender] el Libro de Dios y la Sunna de su profeta, para deponer a los imanes del error y luchar contra quienes consideran legítima [la sangre de la familia del profeta]».
Aunque Ibn al-Ashaz siguió al mando de la revuelta, Veccia Vaglieri considera que a partir del segundo juramento perdió el control de ella, opinión que comparte fundamentalmente Wellhausen, que afirma que se vio arrastrado por la rebelión. Esta interpretación está corroborada por la diferente retórica y acciones de Ibn al-Ashaz y sus seguidores en las fuentes: el primero estaba dispuesto a pactar con los omeyas y continuó combatiendo porque no tenía alternativa; la mayoría de sus partidarios, por el contrario, luchaban a ultranza, justificando su odio por los omeyas con razonamientos religiosos. Ibn Yusuf parece haber percibido la diferencia y al sofocar la rebelión perdonó a los coraichitas, los levantinos y muchos otros clanes árabes, pero ejecutó a decenas de miles de maulas y jat de las marismas de Mesopotamia, que habían tomado partido por la rebelión.

### Disputa por Irak

Mapa de Irak (baja Mesopotamia) a comienzos del período islámico

Al recibir la noticia del alzamiento, Ibn Yusuf pidió refuerzos al califa, pero no pudo detener el avance del ejército enemigo, compuesto por treinta y tres mil jinetes y ciento veinte mil peones. Ibn al-Ashaz arrolló a la vanguardia de Ibn Yusuf en Shushtar el 24 o 25 de enero del 701. Cuando este se enteró de la derrota, se retiró a Basora, pero, incapaz de defenderla, la abandonó y marchó a la cercana al-Zawiya. Ibn al-Ashaz entró en Basora el 13 de febrero del 701. Durante el mes siguiente se libraron una serie de escaramuzas, que generalmente acabaron con victoria rebelde. Finalmente, a principios de marzo, los dos ejércitos disputaron una batalla campal. Al principio la suerte favoreció a Ibn al-Ashaz, pero la victoria finalmente se inclinó por las tropas levantinas de Sufián ibn al-Abrad al-Kalbi. Muchos de los rebeldes perecieron en la lid, especialmente entre los qurrāʾ, lo que obligó a Ibn al-Ashaz a replegarse a Kufa, llevando consigo a las tropas de esta ciudad y a lo más selecto de la caballería de Basora. En Kufa, encontró la ciudadela ocupada por Matar ibn Nayiya, un oficial de Madain, y hubo de expugnarla.
Su lugarteniente en Basora, el hachemita Abderramán ibn Abás, no pudo sostenerse en ella, puesto que la población abrió las puertas al enemigo a cambio del perdón a los pocos días de apareciese ante ella. Ibn Abás se retiró con sus partidarios de Basora a Kufa, donde Ibn al-Ashaz no dejaba de reunir fuerzas antiomeyas. Ibn Yusuf ajustició a once mil personas en Basora pese a haber prometido el perdón en la capitulación y a continuación marchó contra Kufa en abril del 701. La caballería enemiga lo hostigó, pero no le impidió llegar a los alrededores de la ciudad y plantar sus reales en Dair Qurra, en la orilla derecha del Éufrates, para asegurar las comunicaciones con Siria. Por su parte, Ibn al-Ashaz dejó Kufa al frente de un ejército de doscientos mil soldados, marchó hacia el enemigo y acampó en Dair al-Yamayim. Los dos ejércitos cavaron trincheras en torno a sus campamentos y chocaron en varias escaramuzas. Ibn Yusuf se hallaba en una situación apurada: pese a los refuerzos que le llegaban constantemente del Levante, su ejército era considerablemente más pequeño que el de los rebeldes, y era difícil de abastecer.
El avance de Ibn al-Ashaz alarmó a la corte omeya, que se avino a pactar con él, aunque Ibn Yusuf lo desaconsejó. El califa Abd al-Malik envió a su hermano Muhammad y a su hijo Abdallah y propuso destituir a Ibn Yusuf, nombrar a Ibn al-Ashaz gobernador de alguna de las ciudades iraquíes, y aumentar la paga de los iraquíes para que cobrasen lo mismo que los levantinos. Ibn al-Ashaz se inclinaba por aceptar, pero los más radicales de sus seguidores, especialmente los qurrāʾ, se negaron, creyendo que la oferta reflejaba la debilidad gubernamental, y abogaron por obtener una victoria total. Las negociaciones fracasaron y los dos ejércitos siguieron librando pequeños combates —las fuentes indican que las escaramuzas fueron unas cuarenta y ocho en cien días—. La situación siguió así hasta septiembre, cuando los dos ejércitos disputaron una batalla campal, que siguió el patrón de la anterior; poco antes del anochecer, los soldados de Ibn al-Ashaz huyeron en desbandada. Este no pudo reagruparlos, así que huyó a Kufa con un puñado de partidarios; en la ciudad se despidió de la familia. Hawting destaca la disciplina y organización de los omeyas, apoyados fundamentalmente por los levantinos, y el contraste con el carácter contrario de sus enemigos pese a sus ínfulas de movimiento religioso, a las que lo achaca, y que fue una constante de las guerras civiles de la época.
Victorioso, Ibn Yusuf entró en Kufa, donde juzgó y ejecutó a muchos rebeldes, pero también perdonó a quienes se sometieron y admitieron que al rebelarse se habían hecho infieles. Mientras, uno de los partidarios de Ibn al-Ashaz, Ubaidalá ibn Samura, había recuperado Basora, a la que se encaminó el propio Ibn al-Ashaz; otro de ellos , Muhammad ibn Sad ibn Abi Waqqas, también había recobrado Madain. Ibn Yusuf permaneció un mes en Kufa antes de partir en busca de Ibn al-Ashaz. Los ejércitos de ambos chocaron en Maskin, a orillas del Dujayl. Pasaron dos semanas hostigándose hasta que Ibn Yusuf atacó el campamento enemigo por dos frentes: el grueso de sus fuerzas lo acometió por un lado, mientras que el resto, guiado por un pastor atravesó las ciénagas y lo asaltó por la retaguardia. El ataque sorprendió al ejército rebelde, que fue casi aniquilado; muchos de los soldados perecieron ahogados en el río al intentar cruzarlo para ponerse a salvo.

### Huida al este y muerte
Ibn al-Ashaz huyó al este, hacia Sistán, tras esta nueva derrota, acompañado de un puñado de supervivientes. Ibn Yusuf despachó un contingente al mando de Umara ibn al-Tamim al-Lajmí para apresarlos. Este los alcanzó en Sus y Sabur, pero Ibn al-Ashaz se zafó y pudo atravesar Kermán y llegar a Sistán. Allí su propio representante (ʿāmil) le negó la entrada a Zaranj y fue detenido por el de Bust. El Zunbil, sin embargo, cumplió con su palabra: se presentó ante Bust, obtuvo la liberación de Ibn al-Ashaz, se lo llevó a Zabulistán y lo trató con honores. Ibn al-Ashaz se puso al frente de sesenta mil partidarios, que se habían reunido allí. Se apoderó de Zaranj, donde castigó al ʿāmil. Como se acercaba un ejército omeya al mando de Umara ibn al-Tamim, la mayoría de sus seguidores le apremiaron a marchar al Jorasán, donde esperaban obtener refuerzos y resistir las acometidas del enemigo hasta que falleciesen Ibn Yusuf o el califa Abd al-Malik y cambiase la situación política. Ibn al-Ashaz aceptó el consejo, pero después de que dos mil hombres desertasen, volvió a Zabulistán con quienes se avinieron a seguirlo. La mayoría de los rebeldes, empero, permanecieron en Jorasán y escogieron por jefe a Abderramán ibn Abás. Poco después los venció el gobernador provincial, Yazid Ibn al-Muhallab. Este liberó a los cautivos de las tribus yemeníes con vínculos con la suya y envió al resto a Ibn Yusuf, que ejecutó a la mayoría. Mientras, Ibn al-Tamim sometió fácilmente Sistán, mediante el ofrecimiento de magnánimas condiciones de capitulación a las guarniciones que se rendían sin combatir.
Ibn al-Ashaz seguía protegido por el Zunbil, al que Ibn Yusuf escribió amenazándolo y haciéndole promesas para que se rindiese, pues temía que aquel pudiese encabezar una nueva sublevación. Finalmente, en el 704 el Zunbil cedió a cambio de no pagar el tributo anual durante siete o diez años. Las fuentes no coinciden en el relato de la muerte de Ibn al-Ashaz: una versión sostiene que fue ajusticiado por el propio Zunbil o que murió de enfermedad y se le cortó la cabeza para enviársela a Ibn Yusuf. Otra, más extendida, afirma que fue encerrado en un castillo remoto en Aracosia para ser entregado a Ibn Yusuf, encadenado al alcaide de la fortaleza, y que se suicidó lanzándose al vacío, arrastrando a su guardián con él.

## Acontecimientos posteriores y consecuencias de la rebelión
El fracaso de la rebelión determinó que los omeyas dominasen más estrechamente Irak a partir de entonces. Ibn Yusuf instaló una guarnición permanente de tropas levantinas en Wasit, situada entre Basora y Kufa, y los iraquíes perdieron toda influencia en el gobierno de la región, incluso los más exaltados. Ibn también llevó a cabo una reforma del sistema de salarios (ʿaṭāʾ): si hasta entonces los estipendios se calculaban con base en el papel de los antepasados en las primeras conquistas musulmanas, a partir de ese momento se limitaron a aquellos que participaban en las campañas. Como el grueso del ejército lo componían por entonces levantinos, la medida perjudicó gravemente los intereses de los iraquíes, que la tildaron de acto impío contra las sagradas tradiciones. Además, se llevaron a cabo grandes obras de irrigación y de mejora de las tierras en el bajo Irak (el Sawad), fundamentalmente en torno a Wasit, y los beneficios que se obtuvieron de ellas fueron a parar a los omeyas y sus clientes, no a la nobleza iraquí. Como consecuencia, desapareció el antiguo poderío de los notables de Kufa.
Los iraquíes no volvieron a rebelarse hasta el 720, acaudillados por Yazid ibn al-Muhallab, que fue el último de los adalides tradicionales de la región según Hugh Kennedy; el apoyo al levantamiento fue, no obstante, ambiguo y la sublevación acabó fracasando. Dos sobrinos de Ibn al-Ashaz, Muhammad ibn Ishaq y Uthman ibn Ishaq, respaldaron a los rebeldes, pero la mayoría no lo hizo y se contentó con su papel de dignatarios regionales. Algunos de ellos gozaron de cargos al comienzo de la época abasí. Quizás el más famoso de los descendientes posteriores de la familia es el filósofo al-Kindi (hacia 801-873). Otra revuelta, la de Zaíd ibn Alí, estalló en el 740, otra vez con la consigna de enmendar las «injusticias» (recuperar el antiguo sistema del ʿaṭāʾ, distribuir los ingresos del Sawad, acabar con las campañas en lugares remotos, etc.) y restaurar el gobierno «según el Corán y la Sunna». Una vez más, sin embargo, los de Kufa abandonaron el levantamiento en el momento crítico y los omeyas pudieron aplastarlo. Con todo, el descontento con la autoridad omeya continuó y durante la rebelión abasí, Irak se sublevó en favor de los alzados. Kufa se sacudió el dominio omeya y dio la bienvenida al ejército abasí en octubre de 749, poco antes de la proclamación de As-Saffah como primer califa abasí, acto que se verificó en la ciudad.